# Francisco Bass
Francisco Basbus Bass mais conhecido como Francisco Bass (Santiago del Estero, Argentina, 27 de janeiro de 1981) é um ator argentino.

## Biografia
Ele vem de uma família de artistas: seu pai é um arquiteto, mas trabalhando com bandas de rock nacional e sua mãe é uma cantora, por isso ele decidiu apoiar a idade de 18 anos em França, quando ele estava estudando a comunicação social e decidiu que era seu sonho de se tornar um artista Então seu pai aconselhou a viajar para Buenos Aires, onde eles estudam com Carlos Gandolfo, um renomado diretor e professor de teatro, que morreu em 2005 depois de sofrer de câncer na garganta há 30 anos.

## Trabalhos na TV
Em 2000, com apenas 19 anos de idade foi para a sua primeira audição em que ele gere a aderir ao elenco das novelas de Verano del '98.
Em 2001, faz uma participação no Tempo Final.
Em 2002, Fran fez a curta-metragem El Primero Beso.
Em 2003, a produtora Cris Morena convoca-lo para fazer parte da segunda temporada de Rebelde Way, que foi o maior sucesso em toda a América Latina. Nesta série, seu personagem é Francisco Blanco "o santiagueño".
Em 2004, no final desta novela, viajou para Israel com o resto do elenco para a turnê de Erreway a banda que saiu da novela e os caras de Rebelde Way.
Fran, juntamente com o resto do elenco de bailarinos envolvidos e participaram em todas as entrevistas que fez nesse país distante.
Em 2004, participou do humoristico Panadería los Felipe, onde seu personagem era um cara chamado "Mangueira".
Em 2004, juntamente com Jorge Maggio viajava para Lima para fazer parte de um apelo social Televida (organização responsável para angariar fundos para crianças com câncer). No seu regresso filmou sua primeira participação no filme Géminis, de Albertina Carri, onde viveu Javier.
Em 2005, ele trabalhou na novela El Patrón de la Vereda.
Em 2006, ele viveu David nos capítulos finais da novela Sos mi Vida.
Em 2006, fez parte do elenco principal de El Refugio juntamanente com ex-coloegas de Rebelde Way {María Fernanda Neil, Jorge Maggio, Belém Scalella}, onde surgiu também a banda Rolabogan que fez muito sucesso naquele ano.
Em 2007, encarnou o protagonista Mariano Pereyra da novela Romeo y Julieta.
Em 2008, fez parte do elenco de Amas de Casa Desesperadas (Argentina) o remake de Desperate Housewives, onde vive Bruno.
Em 2010, fez uma participação na série da Nickelodeon Latina: Sueña Conmigo, além de estar no elenco da minissérie italiana Le due facce dell'amore, como Giovanni.